# Зимитиці (присілок)
Зимитиці (рос. Зимитицы) — присілок у Волосовському районі Ленінградської області Російської Федерації.
Населення становить 30 осіб. Належить до муніципального утворення Бегуницьке сільське поселення.

## Історія
Від 1 серпня 1927 року належить до Ленінградської області.

## Населення
| 1838 | 1857 | 1862 | 1882 | 1899 | 1926 | 1928 |
| ---- | ---- | ---- | ---- | ---- | ---- | ---- |
| 74   | ↗87  | ↗102 | ↘95  | →95  | ↗115 | →115 |
| 1939 | 1952 | 1958 | 1960 | 1975 | 1989 | 1997 |
| ↘78  | ↘51  | ↗99  | ↘86  | ↘46  | ↘24  | ↘14  |
| 2002 | 2007 | 2010 | 2013 | 2017 |      |      |
| ↗23  | ↘15  | ↗32  | ↘19  | ↗30  |      |      |